# تشال كوب بر اشكفت (دشت روم)
تشال کوب بر اشکفت (بالفارسية: چال کوب پراشکفت) هي قرية تقع في إيران في قسم دشت روم الريفي. يقدر عدد سكانها بـ 31 نسمة بحسب إحصاء 2016.